# Nationale Universität Tucumán

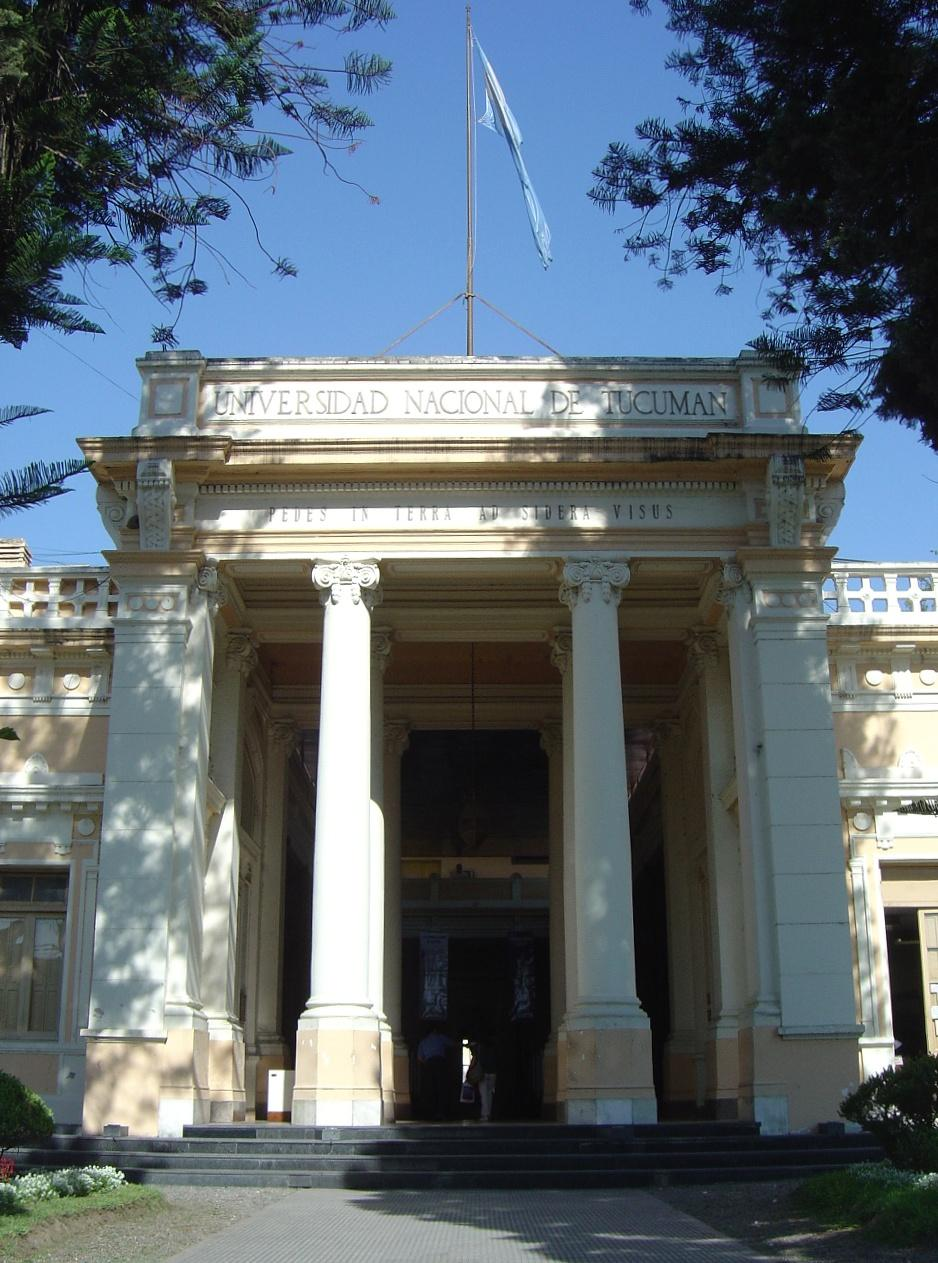
Nationale Universität Tucumán (2006)

Die Nationale Universität Tucumán (span. Universidad Nacional de Tucumán; UNT) ist eine öffentliche Universität in San Miguel de Tucumán, der Hauptstadt der kleinsten argentinischen Provinz Tucumán in Argentinien. Sie wurde 1914 gegründet.
Der französische Ethnologe Alfred Métraux gründete hier 1928 ein Ethnologisches Institut und das Ethnographische Museum. Er organisierte auch die Publikation der Revista del Instituto de Etnología.